# Olivier Anquier
Olivier Anquier, né à Montfermeil le 11 novembre 1959, est un homme d'affaires Brésilien d'origine française.

## Biographie
Naturalisé brésilien en 2007, il était initialement parti au Brésil pour y passer trois mois de vacances en 1979. À l'issue de ce séjour, souhaitant rester dans ce pays, il deviendra mannequin pendant 10 ans, aidé en cela par son agent Débora Bloch qui sera aussi sa femme pendant quinze ans. Après cette carrière, il se reconvertit dans la boulangerie et ouvre sa première boutique en 1996 où il propose des spécialités françaises. Deux ans plus tard, il revend son affaire au distributeur Päo de Açucar filiale du groupe Casino pour le Brésil tout en gardant la direction de l'entreprise.

## Carrière audiovisuelle
Après avoir présenté une série de reportages sur la France lors de la Coupe du monde de football de 1998, il devient présentateurs d'émissions culinaires sur la chaîne câblée GNT filiale de Globo.
Olivier Anquier a également travaillé avec d'autres chaînes comme Bandeirantes, Viva et Record.